# NXT North American Championship
NXT North American Championship (Campionatul Nord-American din NXT, în română) este un campionat de wrestling creat și promovat de promoția profesională americană de lupte WWE pentru marca lor NXT. Este titlul secundar al mărcii și a fost introdus la înregistrările NXT pe 7 martie 2018 (difuzat pe 28 martie). Adam Cole a fost campionul inaugural. Actualul campion este Keith Lee.

## Istorie

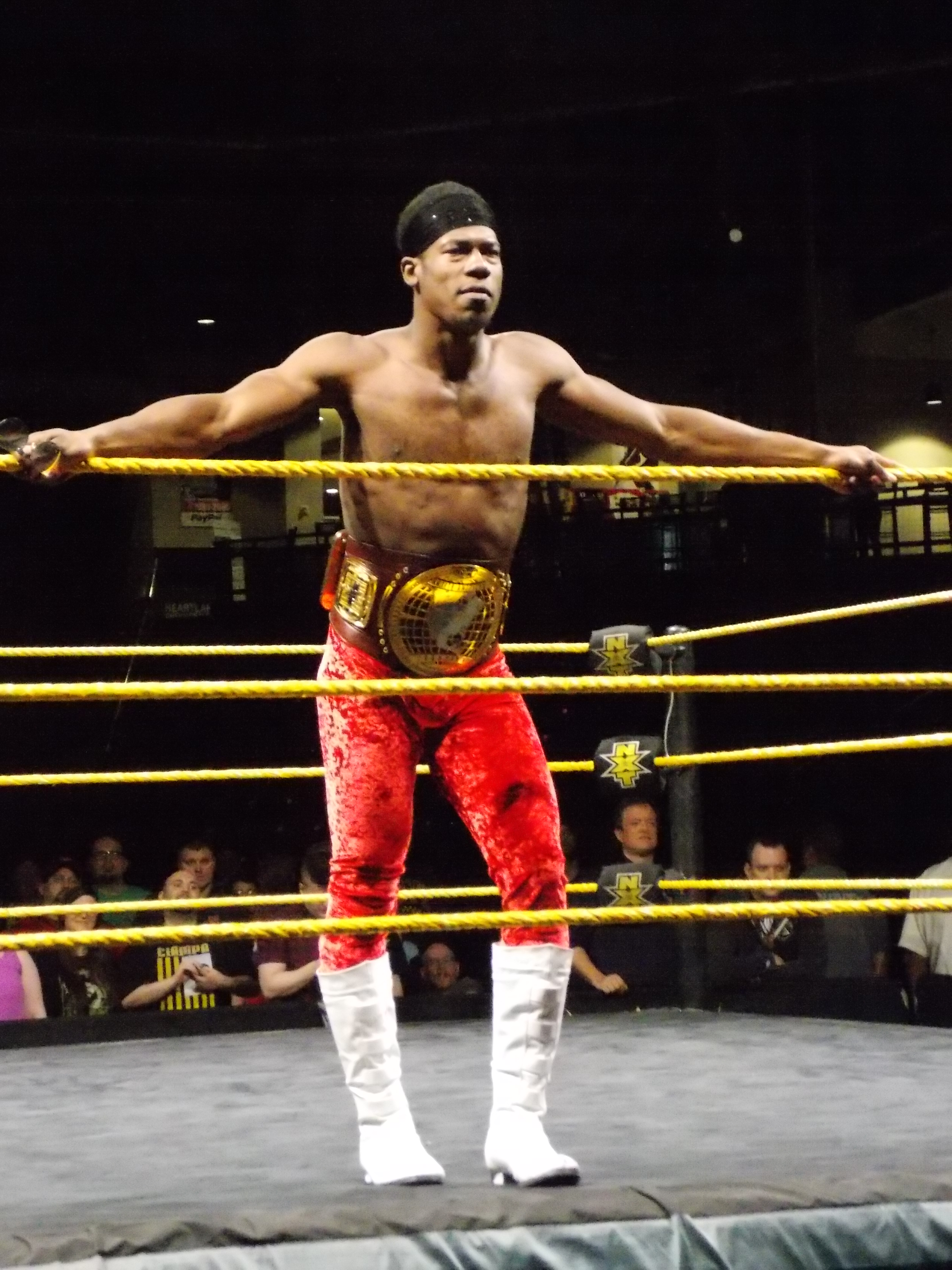
Actualul și cel mai longeviv deținător al campionatului Velveteen Dream

Campionatul a fost introdus pentru prima dată pe 7 martie 2018, la înregistrările NXT (difuzate pe bandă întârziată pe 28 martie), când directorul general al NXT, William Regal, a anunțat un meci cu scări la NXT TakeOver: New Orleans pentru a determina campionul inaugural. Mai târziu în acea noapte, EC3, Killian Dain, Adam Cole, Ricochet, Lars Sullivan și Velveteen Dream au fost anunțați ca participanți la meci. Câștigătorul meciului a fost Adam Cole.
Designul centurii a fost dezvăluit de către directorul de funcții Triple H pe 3 aprilie 2018. Dispunând de trei plăci de aur pe o curea groasă de piele maro, placa centrală rotunjită prezintă un glob care arată doar continentul Americii de Nord. Pe bannerul de deasupra globului scrie „America de Nord”, iar deasupra bannerului este logo-ul NXT. Pe bannerul din partea de jos a globului scrie „Campion”. Cele două plăci laterale dispun de o secțiune centrală detașabilă care poate fi personalizată cu logoul campionului; plăcile laterale implicite citesc vertical NXT pe un glob, făcându-l primul titlu secundar din WWE care prezintă plăci laterale amovibile.

## Campioni
| No. | Luptător        | Deținere | Dată               | Zile | Event                     | Note |
| --- | --------------- | -------- | ------------------ | ---- | ------------------------- | --- |
| 1   | Adam Cole       | 1        | 7 aprilie 2018     | 133  | NXT TakeOver: New Orleans | I-a învins pe EC3, Killian Dain, Ricochet, Lars Sullivan și Velveteen Dream în meciul inaugural. A fost un meci cu scări. |
| 2   | Ricochet        | 1        | 18 august 2018     | 161  | NXT TakeOver: Brooklyn 4  | |
| 3   | Johnny Gargano  | 1        | 26 ianuarie 2019   | 4    | NXT TakeOver: Phoenix     | |
| 4   | Velveteen Dream | 1        | 30 ianuarie 2019   | 231  | NXT                       | WWE a înregistrat două finaluri pentru meci, una cu reținerea lui Gargano și cealaltă cu victoria lui Dream. Acesta din urmă a fost dezvăluit ca fiind adevăratul rezultat când episodul difuzat cu întârziere pe 20 februarie, data care WWE recunoaște domnia lui Dreem. |
| 5   | Roderick Strong | 1        | 18 septembrie 2019 | 126  | NXT                       | |
| 6   | Keith Lee       | 1        | 22 ianuarie 2020   | 1+   | NXT                       | |